# Kultbild

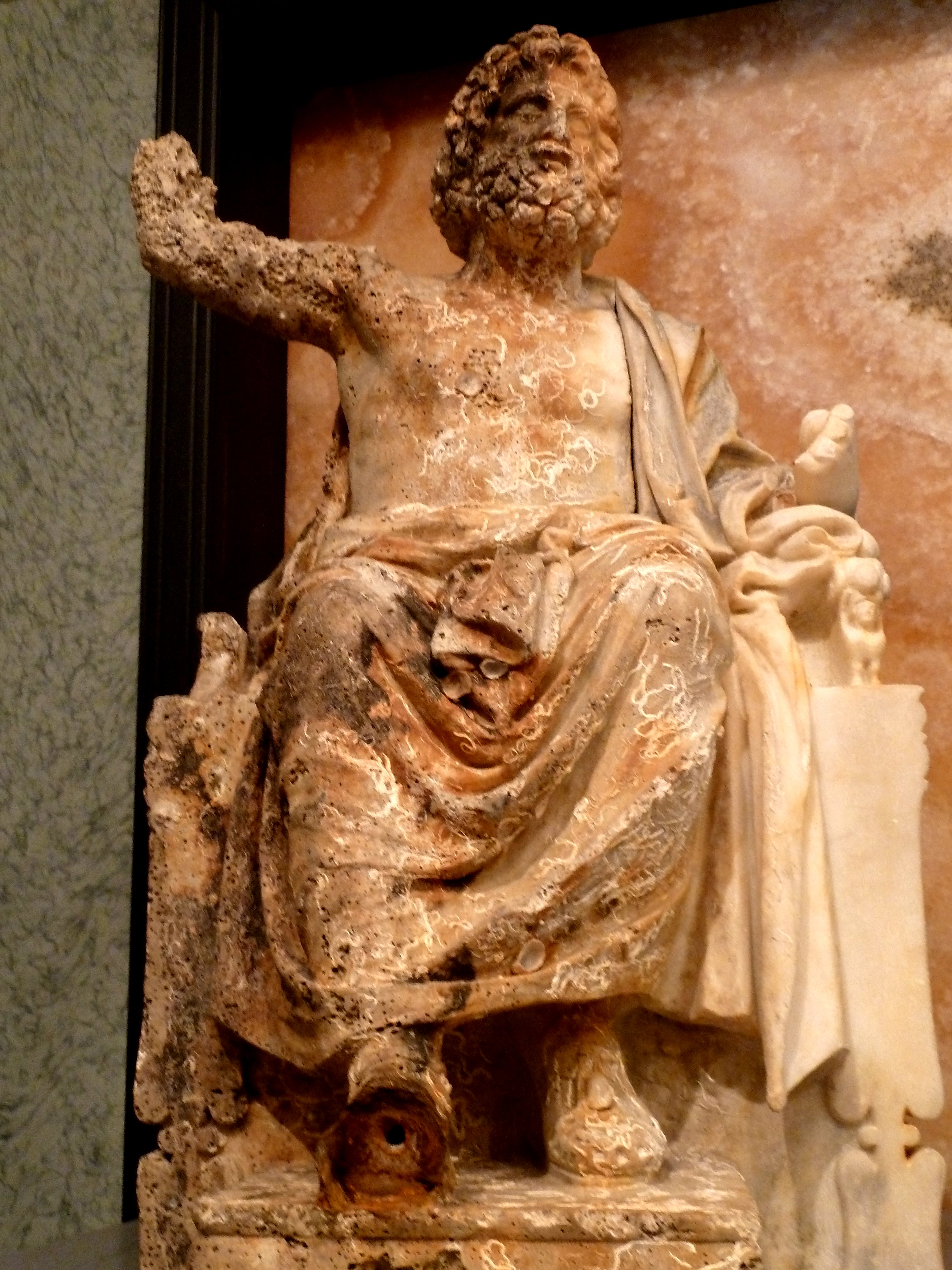
Thronender Zeus, nach Phidias (c. 430 BC), 2. Jh. v. Chr.

Kultbilder oder Kultusbilder sind bildliche Darstellungen, die in religiösen Kulthandlungen eine besondere Verehrung genießen. Sie können eine Gottheit, ihr Symbol oder höhere Wesen darstellen, aber auch religiös bedeutsame Personen, Ereignisse oder Szenen.
Als Religionswissenschaftler unterscheidet Burkhard Gladigow das Kultbild und die Statuette einer Gottheit: Die Statuette ist ein Hilfsmittel bei bestimmten Ritualen, während das Kultbild Ziel der Verehrung ist. Im Bild, so nimmt man an, ist die Gottheit regelmäßig und verlässlich gegenwärtig. Das Konzept einer ständigen Präsenz der Gottheit im Bild zieht nach sich, dass man mit diesem Bild auf eine bestimmte Weise täglich umgehen muss. Wie ein Herrscher wird es zum Beispiel gewaschen und bekleidet, und typischerweise werden ihm Reaktionen eines lebenden Menschen (Sprechen, Weinen, Bluten usw.) zugeschrieben.

## Kultbilder im Alten Orient

### Ägypten
Für die Weise, wie die Gottheit im Kultbild gegenwärtig vorgestellt wurde, ist in der Ägyptologie der Begriff „Einwohnung“ üblich. Kunst, Ritus und Sprache wirken so zusammen, dass die eigentlich im Himmel weilenden Gottheiten in ihre Statuen „herabsteigen.“ Die Textquellen, die man dafür nennt, stammen allerdings aus der Spätzeit, meistens aus Dendera. Ein Beispiel: 

„Osiris ... schwebt als Falke herab auf sein Gemach in Dendera. Er erblickt sein Heiligtum. ... Er sieht seine geheime Gestalt an ihren Platz gemalt, seine Figur auf die Mauer graviert; da tritt er ein in seine geheime Gestalt, läßt sich nieder auf seinem Bild (sḫm)...“

Mit sḫm wird das „Verfügungs- und Machtbild“ der unsichtbaren Gottheit bezeichnet. Es gibt ihr eine Gestalt und ist während des Rituals dieser Gott.
Im Mittelpunkt des ägyptischen Tempelrituals stand ein meist kleines (geschätzt etwa 50 cm hohes) Kultbild (ʿẖm) aus Holz, Stein oder Metall, das in einem Schrein aufgestellt war. Die meisten Tempel hatten mehrere Kultbilder und Schreine. Durch das Mundöffnungsritual wurde aus einem von Handwerkern hergestellten Objekt ein Kultbild, durch das die Gottheit handeln konnte. Die Verehrung galt nicht dem Kultbild, sondern der Gottheit, die sich im Kultbild manifestierte.
Das tägliche Ritual verlief an allen Schreinen in ähnlicher Form und stammte ursprünglich aus dem Tempel des Re in Heliopolis, wo es die Geburt der Sonne am Morgen darstellte. Dann zog das Ritual Elemente des Osiris-Kults an sich (die Wiederbelebung des zerstückelten Körpers des Osiris); das Kultbild wurde im Ritual sowohl als Re als auch als Osiris angesprochen. Das Ritual ist (wenn auch nicht in allen Einzelheiten) durch Reliefs bekannt, auf denen der Pharao als Priester amtiert, sowie aus Papyri, deren Texte sich auf das Ritual beziehen.
Kurz vor Sonnenaufgang erschien der leitende Priester (ḥm-nṯr) vor dem verschlossenen Schrein, und, da nur der Pharao das Kultbild sehen durfte, erklärte er, vom Pharao delegiert zu sein. Bei Sonnenaufgang wurde der Schrein geöffnet, und der Priester warf sich nieder, während der Kultraum mit Wasser und Weihrauch rituell gereinigt wurde. Dem Kultbild wurde eine kleine Statue der Maat gezeigt. Nun wurde das Kultbild aus dem Schrein herausgenommen und die Kleider und Salben des Vortags entfernt. Während der Schrein rituell gereinigt wurde, wurde das Kultbild auf einen Hügel reinen Sandes gesetzt, geschminkt, gesalbt und mit farbigen Gewändern sowie verschiedene Attributen bekleidet. Während des Rituals (die Quellen differieren, wann genau) wurde der Gottheit eine Mahlzeit dargeboten; von dem großen Mahl, das am frühen Morgen von den Priestern im Tempelbereich vorbereitet worden war, brachte man nur eine kleine Menge vor dem Kultbild dar, und da die Gottheit die Gabe nicht verzehrte, sondern nur ihr Wesen empfing, konnte die gleiche Mahlzeit reihum an verschiedenen Schreinen sowie vor Bildern von Verstorbenen dargeboten werden. Anschließend wurde die ganze Mahlzeit unter der Priesterschaft verteilt. Mittags und abends wurde das gleiche Ritual in schlichterer Weise wiederholt. Der Tempel ist also nicht einfach der Wohnsitz von Gottheiten, sondern der Ort ihrer regelmäßigen Herabkünfte in die Kultbilder, dank des ständigen aufmerksamen Einsatzes der Priester.
Die Kultbilder ägyptischer Gottheiten reisten stets in Barken, sei es, dass sie in barkenförmigen Schreinen von Priestern getragen wurden oder in realen Schiffen auf dem Nil fuhren. Sie konnten in ihrem Barken-Schrein entlang einer Prozessionsstraße mit verschiedenen Stationen einen anderen Tempel besuchen. Nachdem die Forschung davon ausging, dass die Schreine auf den Barken verschlossen waren, plädierte Dirk van der Plaas dafür, dass die Türen geöffnet waren, so dass die Gläubigen, die zu diesem Anlass herbeiströmten, das Kultbild sahen.
Kultbilder gab es nicht nur in den Tempeln, sondern, mit bescheidenerem Ritual, in lokalen Kapellen. In den Häusern der Handwerker von Deir el-Medina fanden sich zahlreiche Wandnischen, in denen Kultbilder aufgestellt waren, bevorzugt von Meretseger, Renenutet, Sobek, Amun, Taweret und Hathor, und zu denen oft ein Opfertisch oder ein Trog für die Libation gehörten. Die Abläufe dieser häuslichen Kulte sind nicht genauer bekannt.
siehe auch: Kult in der altägyptischen Religion

### Mesopotamien
Das assyrische Wort ṣalmu bezeichnet neben rundplastischen Bildern von Gottheiten und Menschen auch Stelen mit Reliefdarstellungen und Kultsymbole. Götterstatuen werden in den älteren Texten selten erwähnt, woraus geschlossen wurde, dass sie im Kult ursprünglich nicht oft vorkamen; hier zeigt sich aber wohl eher die Abneigung, das Wort ṣalmu mit dem Namen einer Gottheit zu kombinieren: das Kultbild ist die Gottheit und wird deshalb vorzugsweise direkt mit dem Namen des Gottes bezeichnet.
Je nach Material waren unterschiedliche Handwerker mit der Herstellung eines Kultbilds beschäftigt, die dabei ihre ganze Kunst anwandten. Nach Abschluss der Arbeiten wurden ihnen symbolisch mit einem hölzernen Schwert die Hände abgeschlagen. Es scheint einen ikonographischen Kanon und auch Zeichnungen als Vorlage gegeben zu haben. Die Größe der Kultbilder wird auf 20–50 cm geschätzt; bildliche Darstellungen zeigen, dass die Gottheiten meist auf einem Thron sitzend dargestellt waren. Kultbilder wurden mit Attributen, Statussymbolen und Gewändern prächtig geschmückt.
Die vom Handwerker fertiggestellte Figur konnte zunächst „weder Weihrauch riechen noch Brot essen oder Wasser trinken.“ Mit Hilfe der Hemerologie wurde der geeignete Tag für die nötigen Rituale, die ihr diese Fähigkeiten verleihen sollten, ermittelt. Dann brachte man die Figur in einen Garten am Ufer von Euphrat oder Tigris. Am ersten Tag wurde ihr Mund mit Wasser gewaschen. Am Folgetag wurde die Mundöffnung der Figur mit Honig, Butter und Harzen von Zypresse und Zeder behandelt (sogenannte Mundöffnung) und das Kultbild in festlicher Prozession zu seinem Tempel gebracht, wo es in der Cella seinen Wohnsitz einnahm. Kultbilder wurden gerne bei Eroberungen von den Siegern aus ihren Tempeln verschleppt und mitgenommen; manchmal gelang es, sie zurückzuholen. Dies wurde religiös so bewältigt, dass man sich vorstellte, die Gottheit hätte erzürnt ihr Kultbild verlassen und sei wie ein Vogel in den Himmel geflogen; doch fertigte man für die geraubte Statue keine neue als Ersatz an.
Die meisten bei Ausgrabungen gefundenen rundplastischen Figuren sind nicht die eigentlichen Kultbilder, die im Zentrum der Tempelrituale standen, sondern teils Beterfiguren, teils untergeordnete Gottheiten, teils Kultbilder des privaten, familiären Kults.

### Levante

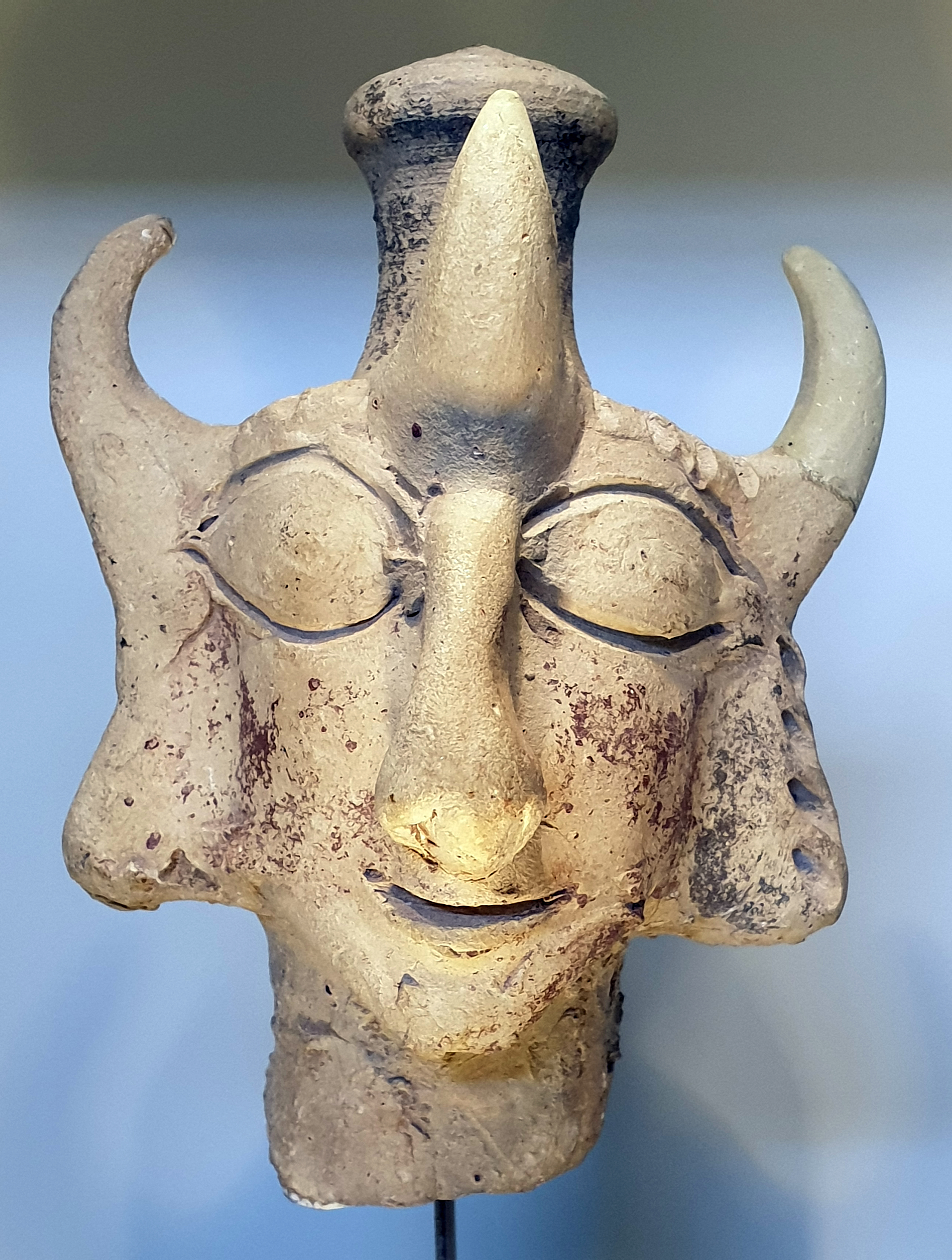
Fragment einer edomitischen Göttinnenstatue mit Hörnerkrone aus Ḥorvat Qiṭmit (Israel Museum)

Für das Palästina der Eisenzeit empfiehlt sich die Unterscheidung von offiziellem Kult, Lokalkult (der Großfamilien) und privatem bzw. familiärem Kult. Nebeneinander gab es Kultbilder in Menschengestalt, Tiergestalt (z. B. als Stier), Kultsymbole (z. B. als Mondsichel) und anikonische Mazzeben und Betyle. Der offizielle Kult wurde durch die Eroberung von Samaria, Hauptstadt des Nordreichs Israel, und Jerusalem, Hauptstadt des Südreichs Juda, hart getroffen, während der lokale und private Kult relativ ungestört weiter praktiziert wurde. Eine Inschrift des Pithos A aus Kuntillet ʿAdschrud (spätes 9. / frühes 8. Jahrhundert) bezeugt in Samaria den Kult „JHWHs und seiner Aschera“; dies konnte archäologisch nicht verifiziert werden. Das Nimrud-Prisma Sargons II. erwähnt, dass sich bei der assyrischen Einnahme Samarias anthropomorphe Kultstatuetten im dortigen JHWH-Heiligtum befanden, die die Assyrer mitnahmen: „27280 Menschen zusammen mit [ihren] Str[eitwagen] und den Göttern, ihren Helfern, rechnete ich [als] Beute.“ Archäologisch sind für das Nordreich wenige Metallstatuetten menschengestaltiger, schlagender oder thronender Gottheiten bekannt; häufig sind dagegen Terrakottafiguren weiblicher und männlicher Gottheiten. Nach verschiedenen biblischen Erwähnungen (1 Kön 12,26ff. , Hos 8,5ff. , Hos 10,5 , Hos 13,2 ) wurde in Samaria, Dan und Bet-El ein stiergestaltiges Kultbild JHWHs verehrt; die Stiere waren, wie Angelika Berlejung betont, nicht nur die Trägertiere der Gottheit. Der historische Wert bzw. die Fiktionalität dieser Angaben ist Gegenstand der Diskussion.
Die Verwendung von Kultbildern der Astarte und anderer Gottheiten im privaten Kult in Israel ist archäologisch vielfach nachgewiesen. Vor allem Astarte-Figurinen sind in zahlreichen Wohnhäusern mit Hausaltären gefunden worden. Bei Ausgrabungen südlich des Tempelbergs wurden mehr als 2000 derartiger Figurinen gefunden, die alle in kleine Stücke zerbrochen waren. Archäologen und Bibelwissenschaftler vermuten, dass die Zerstörungen im Zusammenhang mit religiösen Reformen und der Kultzentralisation in Jerusalem unter der Regierung des Königs Joschija im späten 7. Jahrhundert v. Chr. zusammenhängen. Angelika Berlejung meint dagegen: „Einen archäologischen Nachweis dieser Reform gibt es nicht.“ Die Verehrung von Pfeilerfigurinen im privaten Kult gehe kontinuierlich weiter, auch wenn allmählich in Juda, ebenso wie in den Nachbarstaaten, anikonische Kultbilder beliebter geworden seien.
Der bedeutendste Fundort von Kultbildern im eisenzeitlichen Palästina ist das möglicherweise edomitische Heiligtum von Ḥorvat Qiṭmit im Negev. Hier wurde ein anikonischer Kult praktiziert (Massebe), und zugleich gab es Kultbilder (Fragmente einer Göttinnenstatue, Statuen weiterer Gottheiten) sowie Votivgaben.
Der Wandel zum strikt bildlosen Kult verlief im Judentum allmählich. Die Polemik gegen Götzenbilder findet sich besonders bei Deuterojesaja, in Texten, die zugleich detaillierte Kenntnisse über die Anfertigung von Kultbildern zeigen. Was für mesopotamische Autoren für das Kultbild vor der Mundöffnungszeremonie gilt (die Unfähigkeit zu riechen, zu essen und zu trinken), wird nun für Kultbilder aller Art bekräftigt (Dtn 4,28 ). Indes trugen noch während des Makkabäeraufstands jüdische Kämpfer unter ihre Kleidung „Amulette der Götter von Jamnia.“ (2 Makk 12,40 ).

## Kultbilder im antiken Mittelmeerraum

### Griechenland
Im archaischen Griechenland gab es sowohl Kultstatuetten aus Ton und Bronze als auch hölzerne (brettartige oder geschnitzte) Kultbilder. Für diese bildeten sich im minoisch-mykenischen Raum bestimmte Typen aus:
- Bilder des Gottes im Epiphanie-Gestus,
- Sitzbilder von Göttinnen,
- Bilder von Göttinnen und Göttern mit Waffenschmuck.

Auch im griechischen Tempel, wie im Alten Orient, wurde das Kultbild regelmäßig gewaschen und gekleidet. Auf einem Tisch vor dem Kultbild wurden ihm Speisen angeboten, Weihrauch und Trankspenden dargebracht. Dafür war eine Tempelpriesterschaft zuständig. Das Kultbild konnte von allen im Inneren des Tempels aufgesucht werden (wenn auch manchmal hinter einer Abschrankung), und mit den dargebrachten Gaben ließ sich eine Nähe zur Gottheit herstellen. Dagegen spielt die Prozession mit dem Kultbild in Griechenland, im Gegensatz zum Alten Orient, eine geringe Rolle, da die Tendenz zu großen Metall- oder Marmorstatuen ging, die unbeweglich waren. Eine besondere Weihung des Kultbilds war in Griechenland nicht üblich; vielmehr wurde das von Künstlern geschaffene Objekt einfach durch seine erste Bekleidung im Tempel zum Kultbild. Die Opferpraxis im griechischen Tempel war zweigestaltig: einerseits die großen öffentlichen Schlachtopfer vor dem Tempel mit anschließendem Gemeinschaftsmahl, andererseits die eher privaten Besuche im Tempelinneren, wobei dem Kultbild Gaben dargebracht oder Gaben daran angeheftet wurden.

### Rom
Das römische Kultbild folgte griechischen Vorbildern, doch wurden die Götter nun bevorzugt sitzend dargestellt. Denn das bot die Möglichkeit, Gaben, vor allem Textilien, auf dem Schoß der Gottheit niederzulegen. In seltenen Fällen wurden auch Kleinkinder kurz darauf gesetzt. Römische Kultbilder zeigen die typischen Attribute der Gottheit, zum Beispiel wurde Ceres mit Ährenkranz und Fackel dargestellt. Neben den in Griechenland (und anderswo) üblichen Ritualen des Waschens, Bekleidens usw. kannte Rom weitere Dienste für das Kultbild: ihm wurde vorgelesen, und ihm wurde der Name des Besuchers genannt. So wie die Römer bei supplicationes allen Kultbildern der Stadt einen Besuch machten und ihre Bitten vortrugen, wurden auch die Götter in einer großen Prozession gemeinsam durch die Stadt getragen und besuchten das Forum Romanum, das Kapitol und den Circus Maximus (Pompa). Dass die Kultbilder in den Circus gebracht wurden, zeigt, wie stark man daran interessiert war, sie am Leben der Stadt teilhaben zu lassen. Bei den Lectisternia wurden Kultbilder auf Speisesofas öffentlich bewirtet.

## Kultbilder im Christentum

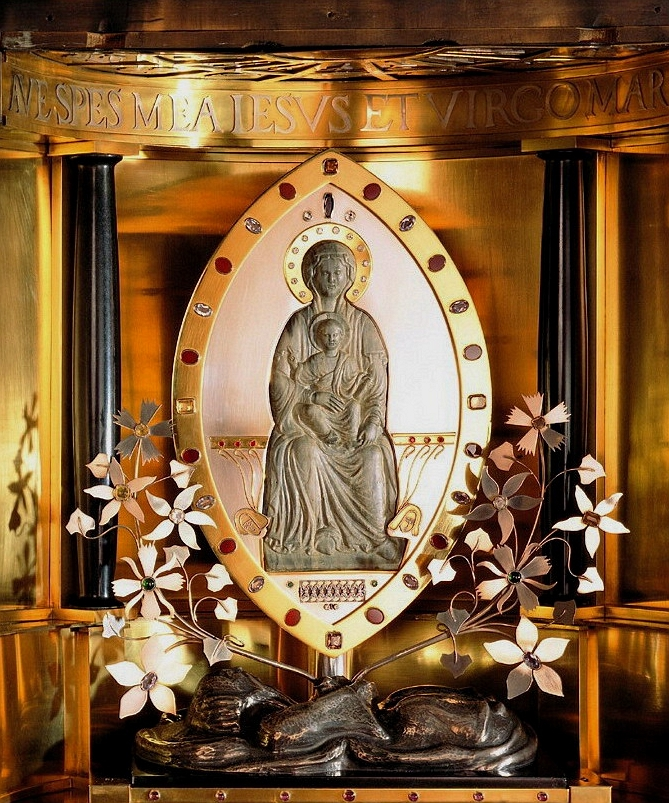
Gnadenbild der Mutter Gottes mit Kind, um 1200 (Basilika Seckau)

Kultbilder waren im Christentum eher da als ihre theologische Begründung oder kirchliche Erlaubnis, so Heinz Ohme. Nachdem es schon seit dem 3. Jahrhundert bildliche Darstellungen gab, ist seit dem 6. Jahrhundert auch eine Verehrung von Bildern belegt, neben Heiligen- und Marienbildern auch „nicht von Hand gemachte“ Christusbilder. Ikonenfrömmigkeit ist erstmals im syrischen Mönchtum (Styliten) bezeugt. Es waren bemalte Tafeln; aus Ägypten sind enkaustische Ikonen auf Holz des 6./7. erhalten. Verehrung heißt konkret, dass mit dem christlichen Kultbild die gleichen Handlungen ausgeführt wurden wie mit einem Kaiserbild: Lichter wurden entzündet, Weihrauch dargebracht, das Bild wurde bekränzt, geküsst, vergoldet und Münzen daran angeheftet. Mit der zunehmenden Popularität von Kultbildern wurde aber auch erkennbar, dass es besonders in Armenien und Kleinasien eine bilderlose christliche Tradition gab. Deren Vertreter betonten, es sei unmöglich, Christus und die ihm gleichgestalteten Heiligen darzustellen.
Einen vorläufigen Erfolg der Bildergegner brachte die Synode von Hiereia (754), die erklärte, ein Christusbild müsse wesensgleich mit dem Prototyp sein; dies aber sei unmöglich. Das Konzil von Nicäa (787) hob diesen Beschluss auf und erklärte: die Verehrung (altgriechisch προσκύνησις proskýnēsis, lateinisch veneratio) der Bilder Christi, Mariä und der Heiligen sei legitim, die Anbetung (altgriechisch λατρεία latreía, lateinisch adoratio) stehe jedoch nur dem dreieinigen Gott selbst zu. Der lateinische Westen war ohnehin bilderfreundlich gewesen; Verwirrung entstand im Frühmittelalter, weil die Übersetzung der Konzilsakten von Nicäa veneratio und adoratio durcheinanderbrachte. Das Laterankonzil bekräftigte deshalb 863, welche Ehrung einem Kultbild zukomme (venerari, colere). Infolge dieser Bestätigung entstanden in der Westkirche im Lauf des Mittelalters eine große Zahl von Historienbildern, Darstellungsbildern und Andachtsbildern, von denen einige als wundertätige Gnadenbilder verehrt wurden.
In den orthodoxen Kirchen haben die Kultusbilder seither in Form der Ikonen eine wichtige Stellung im Gottesdienst. Dargestellt werden vor allem Christus und die Gottesmutter Maria, aber auch Engel, Heilige und Gestalten des Alten Testaments. Berühmte Ikonen wurden kopiert; so entstanden Bildtypen, die sich im 15./16. Jahrhundert zu einem Bildkanon verfestigten und durch Musterbücher verbreitet wurden. Die Verehrung ist üblich durch Küssen, Kniebeuge und Weihrauch.
Die spätmittelalterlichen religiösen Bilder wurden von der Wittenberger Reformation aus pädagogischen Gründen akzeptiert, während die Schweizer Reformation mit Berufung auf das Bilderverbot des Alten Testaments die Bilder aus den Kirchen entfernte. Kurz vor dem Beginn der Hugenottenkriege versuchte Katharina von Medici einen Ausgleich mit den Calvinisten, in diesem Zusammenhang wurde auf dem Religionsgespräch von St. Germain-en-Laye (11. Februar 1562) ein Text über die Bilderverehrung vorgelegt, der später in das Dekret zur Bilderverehrung des Konzils von Trient einging. Die Verehrung gelte den auf den Bildern dargestellten Prototypen; eine Göttlichkeit (divinitas) besitzen die Bilder nicht. Dies bedeutet eine Distanzierung von der byzantinischen Ikonenverehrung sowie vom spätmittelalterlichen Gnadenbild.

## Buddhismus

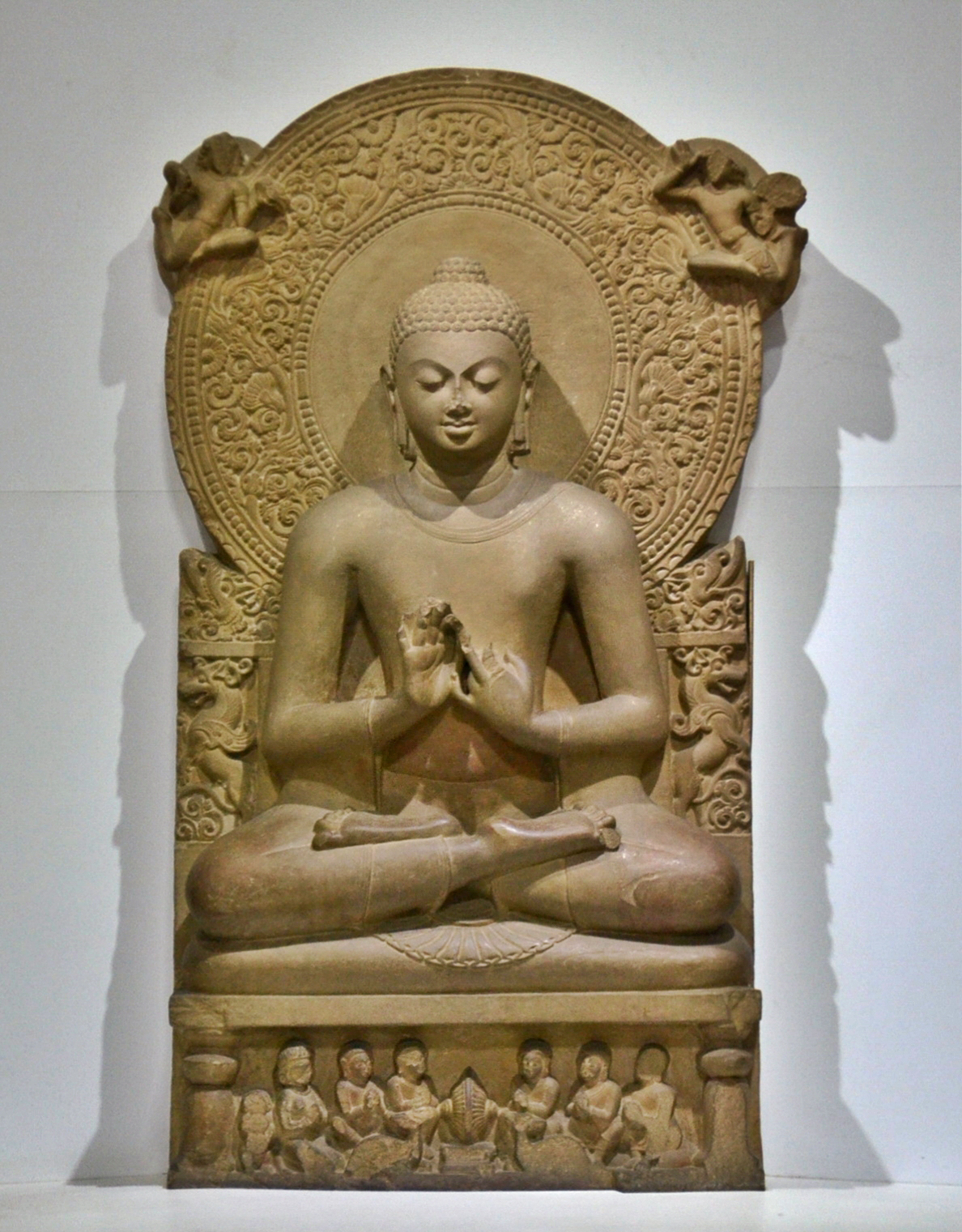
Buddha-Statue mit Lehrgestus im Lotossitz (um 500), Sarnath Museum

Auch der frühe Buddhismus lehnte jede Form der Bildverehrung strikt ab (siehe z. B. Sanchi oder Bharhut) und kannte für Buddha nur symbolische Darstellungen (Stupa, Schirm, Rad, Baum etc.). Erst um die Zeitenwende entstanden die ersten kleineren Buddha-Bildnisse (z. B. auf dem Bimaranreliquiar), die den späteren größeren Buddha-Statuen ikonografisch-künstlerisch zum Vorbild dienten. Es gibt stehende, sitzende (Lotossitz oder „europäischer Sitz“) oder liegende Buddha-Bildnisse, die immer mit einem oft hauchdünnen Gewand bekleidet sind. Wichtig für die buddhistische Ikonographie sind die halbgeschlossenen Augen des Erleuchteten, seine verschiedenen Handgesten (mudras), die herabhängenden Ohrläppchen sowie ein Haarknoten (ushnisha).
Eine reiche gemalte Bilderwelt im Innern der Kultstätten, die den Mönchen und Pilgern ursprünglich als Hilfe zur Meditation dienen sollte, entstand im Norden Indiens (z. B. in Ajanta) und später in Tibet; in den frühen  Höhlenklöstern diente jedoch auch der Verschönerung der nackten Felswände.
Eine Augenöffnungszeremonie (Sanskrit: netrapratiṣṭhāpana „Fixieren der Augen“; Chinesisch: kaiyan 開眼 oder dianyan 點眼), die unterschiedlich ausgestaltet sein kann, macht aus dem Objekt aus Holz oder Ton ein Kultbild des Buddha. Dabei werden die Pupillen als Punkte eingefügt oder die Augen aufgemalt. Das Ritual kann die ganze Nacht dauern und die Augenöffnung mit dem Sonnenaufgang zusammenfallen.
Buddha-Bildnisse werden durch individuelle Blumengaben der Gläubigen (Girlanden, Blüten) und Räucherstäbchen verehrt; in Tibet oder in Südostasien kommt manchmal auch das Auftragen von Blattgold hinzu. Gemeinschaftliche Gebete oder Gesänge mit Trommel- und Trompetenuntermalung sind eine ausschließliche Angelegenheit der Mönche; einfache Gläubige beteiligen sich daran nicht. Religiös motivierte Massenveranstaltungen wie Pilgerfeste etc. und Opferzeremonien finden im Allgemeinen nicht statt.
Daneben gibt es im Buddhismus eine anikonische Tradition, die sich in der Erzählung vom Mönch Danxia (8./9. Jahrhundert) ausdrückt, der eine hölzerne Buddhastatue verbrennt, um sich am Feuer zu wärmen. Dem protestierenden Priester erklärt er, er wolle Buddha-Reliquien sammeln. Als der Priester einwendet, dass im Holz nichts von Buddha enthalten sein könne, fordert Danxia, ihm auch die übrigen Buddha-Bildnisse zum Verbrennen zu geben. Ikonoklasmus ist damit nicht gefordert, weil er auch eine (negative) Bindung an Objekte wäre. Im Zen-Buddhismus werden Buddha-Bilder toleriert, weil sie gleichgültig seien.

## Jainismus

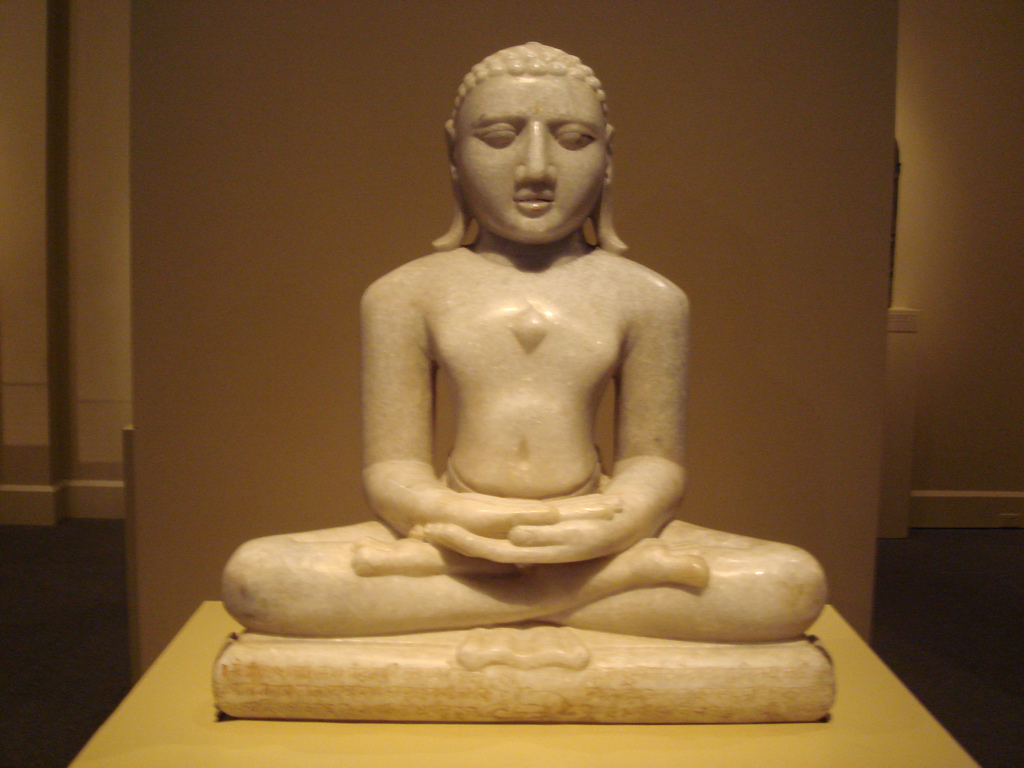
Rishabha/Adinath

Ähnlich wie im indischen Buddhismus spielt die Verehrung von Göttern im etwa zeitgleich entstandenen Jainismus keine Rolle; vielmehr wurden und werden Buddha wie auch die Tirthankaras als vorbildhafte geistige Führer angesehen, denen es durch Bußübungen, Nachdenken und Meditation gelang, einen weitgehend intellektuellen und gewaltfreien Weg durchs Leben zu finden. Die Statuen der Jain-Tirthankaras sind gekennzeichnet durch Bewegungslosigkeit (vor allem bei Bahubali), vollkommene Nacktheit, langgezogene Ohrläppchen, halb- oder weitgeöffnete Augen und durch ein Brustjuwel, welches ihre innere Reinheit symbolisiert. Die sowohl in Tempeln befindlichen als auch oft an Felswänden angebrachten sitzenden oder stehenden Kultbilder der Jains werden verehrt, doch gibt es keine ausgeprägten Opferzeremonien, wenngleich zuweilen Räucherstäbchen angezündet oder Blütenblätter gestreut werden. Über den familiären Rahmen hinausgehende gemeinschaftliche Zeremonien sind normalerweise unbekannt; lediglich in wenigen bedeutenden Pilgerstätten wie z. B. in Shravanabelagola finden im Abstand von mehreren Jahren größere Zeremonien statt.

## Hinduismus

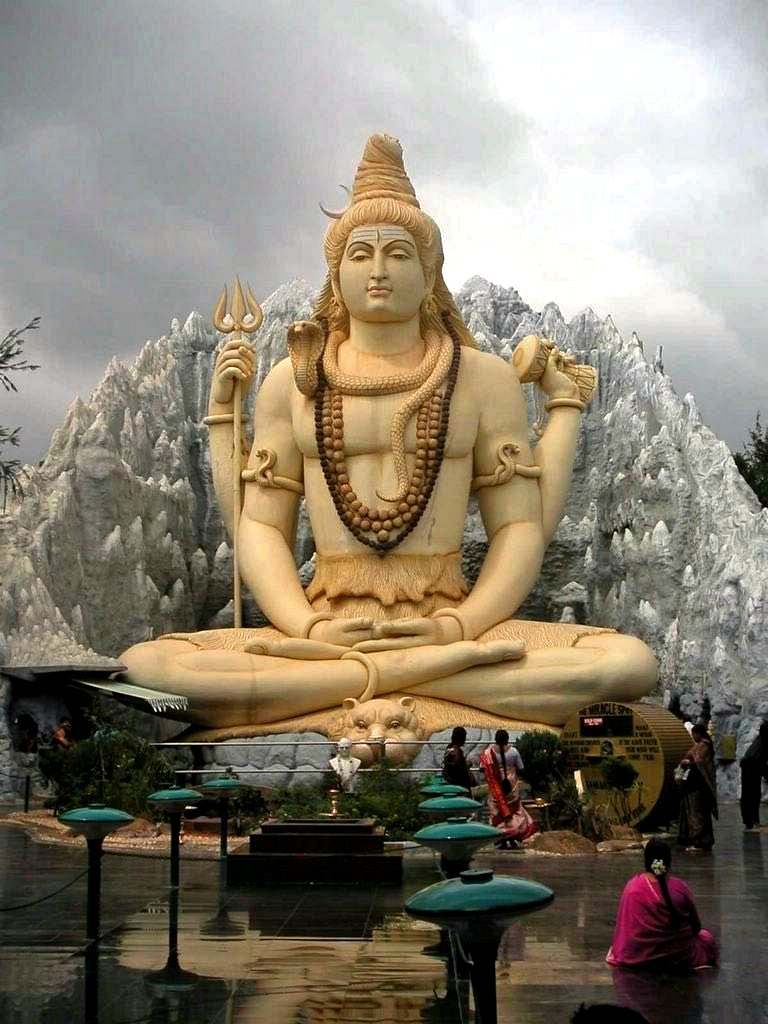
Neuzeitliche Shiva-Statue in einem Tempel in Bengaluru

In der Mythologie des Hinduismus spielen neben Mandalas bildliche, detailreiche Darstellungen von Gottheiten (devas) und Dämonen (asuras) eine große Rolle. Das Bild im Tempel oder am Hausaltar vermittelt die göttliche Anwesenheit und soll zur inneren Schau (Kontemplation) führen. Auch Zeremonien mit den Kultbildern sind gebräuchlich wie etwa Übergießen oder Baden, Salben, Beräuchern und Speisen.
Die Gottheiten werden oft mit vielen Armen (seltener auch mit mehreren Köpfen) dargestellt, um ihre Fähigkeiten und Kräfte anzudeuten. Hinweise dazu gibt die indische Mythologie in den Schriften der Puranas. Eine sehr häufig dargestellte Göttin ist Kali; die Tempelbildnisse von Vishnu, Shiva oder Durga sind Gegenstand spezieller Riten, etwa durch Verwendung einer duftenden Blüte. Wichtig sind auch die als weibliche Gottheiten verehrten Flüsse Ganges und Yamuna.
Angesichts der zahlreichen Gottheiten des Hinduismus ist eine eindeutige Identifizierung erstrebenswert. Zu diesem Zweck wurden den Hauptgöttern Reittiere (vahanas) zugeordnet; darüber hinaus erhielten sie typische, oft waffenartige Attribute (z. B. trishula, gada, chakra etc.).
Einige Richtungen wie der Shivaismus lehnen Kultbilder und -Statuen zwar ab (siehe lingam), akzeptieren sie aber als Gebetshilfe für das einfache Volk.
Die hinduistischen Kultbilder in den Cellae (garbhagrihas) der Tempel werden von den Gläubigen oft mit süßen Speisen oder (Kokos-)Milch versorgt, die jedoch nur von den Brahmanen übergeben werden dürfen. In einigen wenigen Tempeln (z. B. in Dakshinkali, Nepal) werden noch Tieropfer dargebracht.

## Meso- und Südamerika
Tolteken, Azteken, Zapoteken, Maya sowie auch alle anderen sesshaften Kulturen Mesoamerikas verehrten in ihren – meist an der Spitze von hohen Pyramiden stehenden – Tempeln Kultbilder, die durch „Priester“ mit Rauch-, Tier- und Menschenopfern günstig gestimmt werden sollten. Das Volk durfte die Tempel nicht betreten; es beobachtete das Treiben von den großen Zeremonialplätzen aus. Die meisten der aus Stein oder Keramik gefertigten „Götzenbilder“ wurden im Zuge der spanischen Eroberung Mexikos zerstört. Ähnliches gilt auch für das südamerikanische Inkareich, dessen Vorgängerkulturen schon längst untergegangen waren.